# Liste von Marzipanmuseen
Die folgende Liste gibt einen Überblick zu Marzipanmuseen, also zu Museen, die sich der Geschichte, der Herstellung und der Gestaltung von Marzipan widmen. Die Liste erhebt keinen Anspruch auf Vollständigkeit.

## Liste der Museen
| Bezeichnung                              | Bild           | Standort                        | Staat       | Errichtung Einweihung | Weitere Informationen |
| ---------------------------------------- | -------------- | ------------------------------- | ----------- | --------------------- | --------------------- |
| Marzipanmuseum Niederegger               | weitere Bilder | Lübeck, Breite Straße 89 (Lage) | Deutschland | 1999                  |                       |
| Museum of Chocolate and Marzipan (Tábor) | weitere Bilder | Tábor                           | Tschechien  | 2012                  |                       |
| Szabó Marzipan Museum, Pécs              | weitere Bilder | Pécs                            | Ungarn      |                       |                       |
| Szabó Marzipan Museum, Szentendre        | weitere Bilder | Szentendre (Lage)               | Ungarn      |                       |                       |
| Kefar Tavor Marzipan museum              | weitere Bilder | Kfar Tabor                      | Israel      |                       |                       |